# 운용 지원 시스템
운용 지원 시스템(Operations Support Systems, OSS, 영국 영어: Operational Support Systems)은 통신 서비스 제공자가 자사의 네트워크(예: 전화망)를 관리하기 위해 사용하는 컴퓨터 시스템이다. 네트워크 재고, 서비스 프로비저닝, 네트워크 구성, 장애 관리 등의 관리 기능을 지원한다.
사업 지원 시스템(BSS)과 더불어 다양한 단대단(end-to-end) 통신 서비스들을 지원하기 위해 사용된다. BSS와 OSS는 자신만의 데이터와 서비스 책임이 있다. 두 시스템은 함께 OSS/BSS, BSS/OSS, 단순히 B/OSS로 부르기도 한다.
OSS라는 약어는 전체 시스템으로 간주되는 모든 운용 지원 시스템들을 가리키는 단수형으로 사용되기도 한다.
OSS의 각기 다른 구획들은 TM 포럼, 산업 연구소, OSS 벤더들에 의해 제안되고 있다. 일반적으로 OSS는 적어도 다음의 5가지 기능을 아우른다:
- 네트워크 관리 시스템
- 서비스 전달
- 서비스 이행 (네트워크 재고, 액티베이션, 프로비저닝 포함)
- 서비스 보증
- 고객 관리

## 같이 보기
- 사업 지원 시스템